# Северный (Новосибирская область)
Северный — посёлок в Колыванском районе Новосибирской области. Входит в состав Пихтовского сельсовета.

## География
Площадь посёлка — 49 гектаров.

## Население
| 2002 | 2007 | 2010 |
| ---- | ---- | ---- |
| 178  | ↘173 | ↘134 |

## Инфраструктура
В деревне по данным на 2007 год функционирует 1 учреждение здравоохранения.